# Zemplén vármegye
Zemplén vármegye (szlovákul Zemplín, németül Semplin, latinul Zemplinum) közigazgatási egység volt a Magyar Királyság északi részén. Területét 1920-ban Csehszlovákia és Magyarország között osztották fel.
Egykori népi elnevezése Zemplénország.

## Nevének eredete
Neve egy déli szláv nyelvből alakult ki, eredeti jelentése „földből való (vár)”.

## Földrajz
A vármegye területe északi és nyugati része hegyes, délen és keleten síkság volt. Északi részén a Keleti-Beszkidek, nyugati részén az Eperjesi-hegység emelkedett. Déli részén az Alföld nyúlványa, keleten pedig az egykoron mocsaras Bodrogköz feküdt.
Legfontosabb folyói a Tisza, a Bodrog és a Laborc. 
Északról Galícia, keletről Ung vármegye, délről Szabolcs és Borsod vármegyék, nyugatról pedig Abaúj-Torna és Sáros vármegyék határolták

## Történelem
Zemplén vármegyét Szent István király hozta létre az államalapítás és a királyi vármegyerendszer megszervezése idején Zemplénvár központtal valószínűleg Ond vezér nyári szállásföldjén.
Az Oszmán Birodalom nem sújtotta ezt a területet, a török hódoltság idején is a Magyar Királysághoz tartozott.
Az 1848–49-es forradalom és szabadságharc idején a vármegye területén is voltak csaták. 1918-ban a Csehszlovák Hadsereg elfoglalta a vármegye északi részét, majd 1920-ban ezt a részét Csehszlovákia területéhez ítélték. 
Az első bécsi döntés nyomán a vármegye területének újabb része került 1944-ig magyar, ezt követően vissza csehszlovák közigazgatásba, Királyhelmec, Lelesz, Szomotor, Borsi, Imreg, Abara, Deregnyő főbb településekkel, két utóbbi a magyar közigazgatásban Ung vármegye része lett.
1996 óta a volt vármegye északi járásai Szlovákia Kassai és Eperjesi kerületének részei.

## Lakosság
A vármegye összlakossága 1890-ben 299 197 fő volt. Az etnikai összetétel a következő volt:
- 141 188 (47,2%) magyar
- 107 477 (35,9%) szlovák
- 31 036 (10,4%) ruszin
- 15 511 (5,2%) német

## Közigazgatás

### Járásai

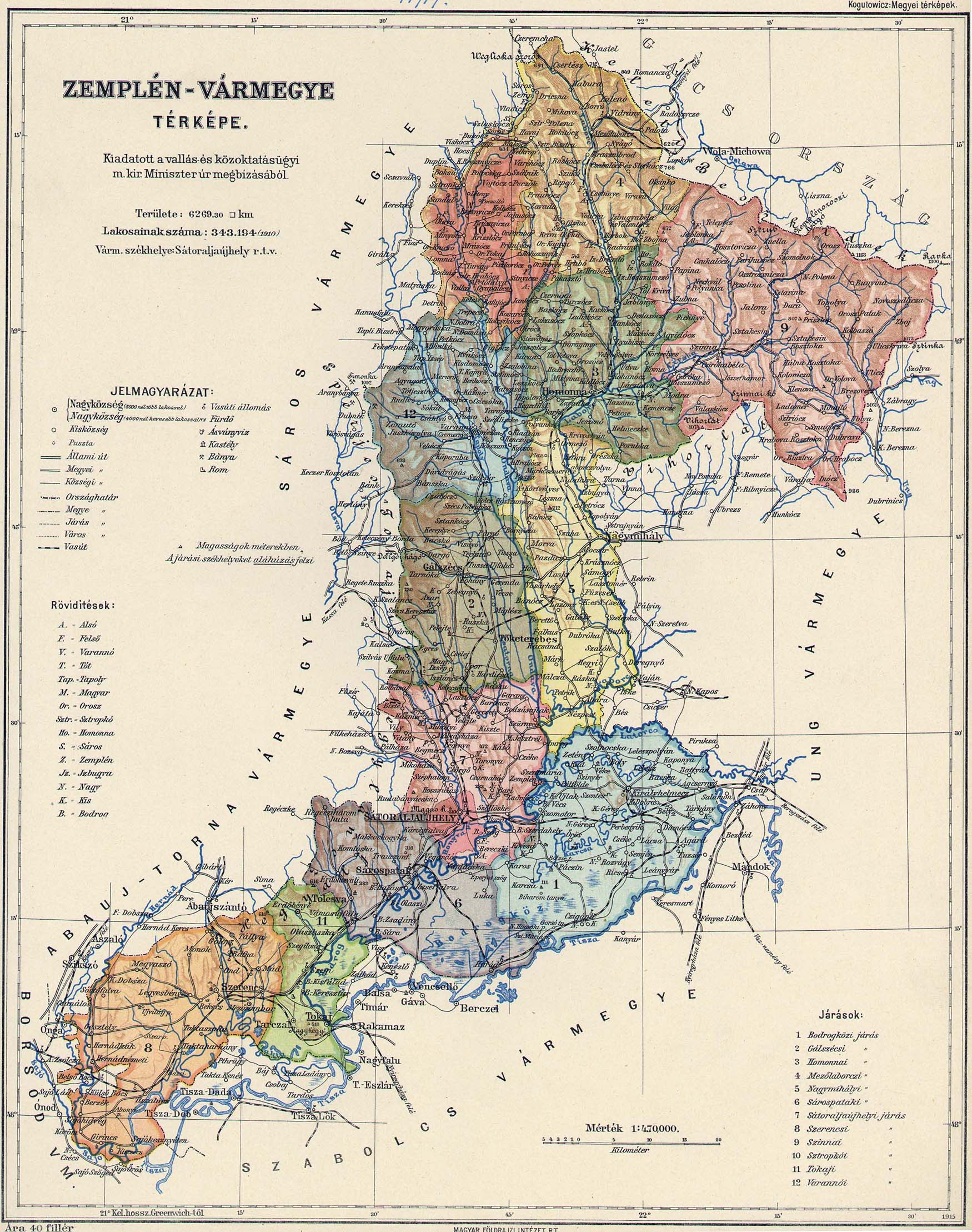
Zemplén vármegye járásai

A vármegye az 1870-es évektől kezdve a következő járásokra volt felosztva, melyeknek 1886-tól volt állandó székhelyük.
1. Bodrogközi járás (neve 1880-ig Királyhelmeci járás), székhelye Királyhelmec
2. Gálszécsi járás, székhelye Gálszécs
3. Homonnai járás, székhelye Homonna
4. Nagymihályi járás, székhelye Nagymihály
5. Sátoraljaújhelyi járás, székhelye Sátoraljaújhely
6. Szerencsi járás, székhelye Szerencs
7. Sztropkói járás, székhelye Sztropkó
8. Tokaji járás, székhelye Tokaj
9. Varannói járás, székhelye Varannó
10. Szinnai járás, székhelye Szinna (1880-ban szervezték)
11. Sárospataki járás, székhelye Sárospatak (1905-ben szervezték)
12. Mezőlaborci járás, székhelye Mezőlaborc  (1908-ban szervezték)

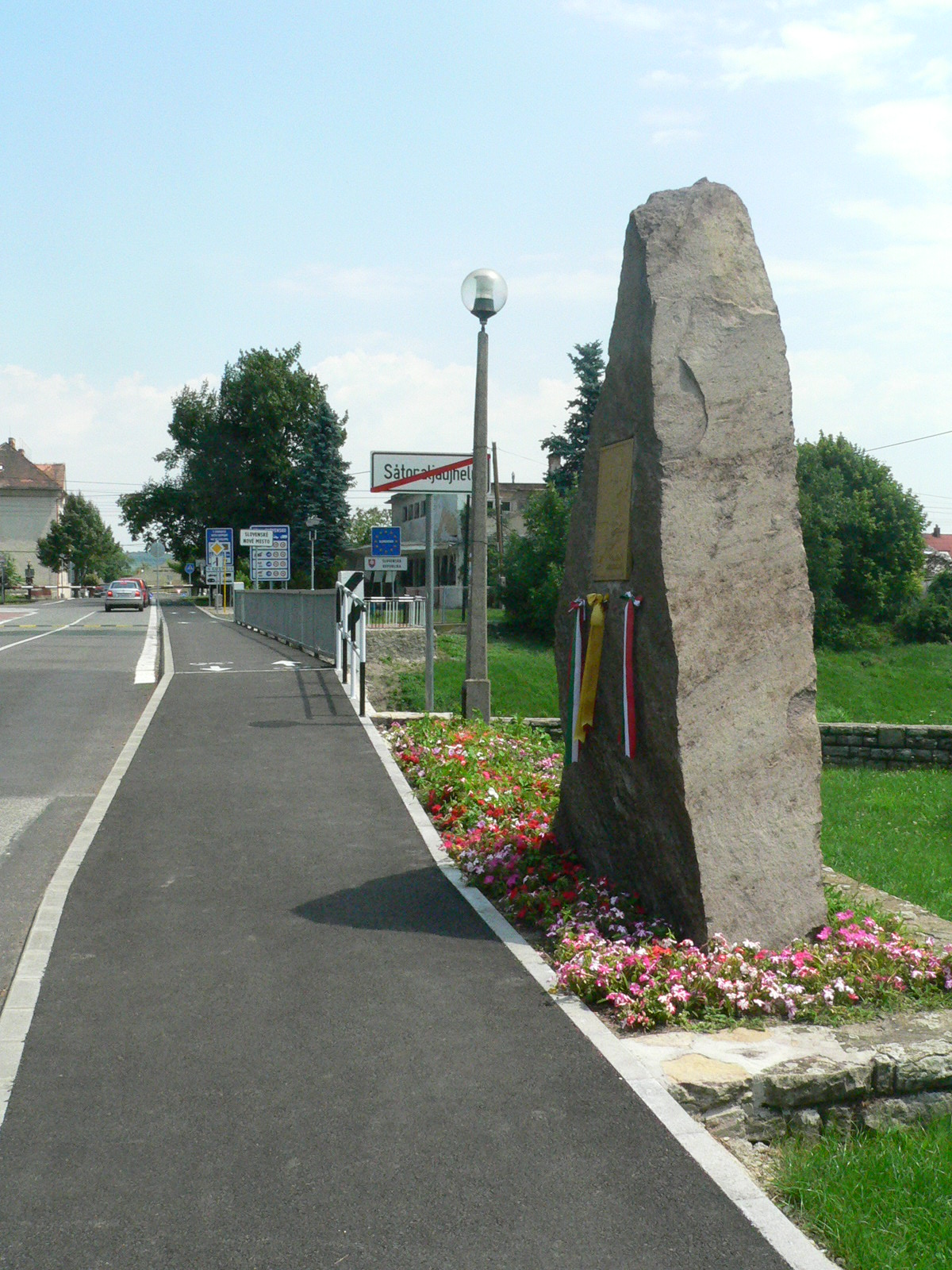
Az egykori vármegye kettévágásának emlékműve a Sátoraljaújhely és Újhely közti határátkelő magyar oldalán

A trianoni békeszerződés következtében teljes területével csupán három, töredékben pedig további két járás maradt Magyarországon. Az első bécsi döntés következtében a két utóbbi megnövekedett, 1945-ben azonban visszaállt az 1938 előtti állapot. 1923 és 1950 között a vármegye járási beosztása a következő volt:
1. Bodrogközi járás, székhelye Ricse (1938 és 1945 között székhelye Királyhelmec, 1945-ben megszűnt)
2. Sárospataki járás, székhelye Sárospatak
3. Sátoraljaújhelyi járás, székhelye Sátoraljaújhely (1932-ben megszűnt, majd 1938-ban újraszervezték)
4. Szerencsi járás, székhelye Szerencs
5. Tokaji járás, székhelye Tokaj

### Városa
Zemplén vármegyében egyetlen város volt, az 1899-ben rendezett tanácsú várossá alakult Sátoraljaújhely, a megye székhelye, melynek rangja 1930 után az elnevezés megváltozása miatt megyei város lett.

## Forrás
- ↑ Kiss Lajos: Kiss, Lajos. Földrajzi nevek etimológiai szótára. Budapest: Akadémiai (1980). ISBN 963 05 2277 2